# Alex Dobre
Alex Dobre (Bucarest, 30 de agosto de 1998) es un futbolista rumano que juega en la demarcación de extremo para el FC Famalicão de la Primeira Liga.

## Selección nacional
Tras jugar en varias categorías inferiores de la selección, finalmente hizo su debut con la selección de fútbol de Rumania en un partido de clasificación para la Eurocopa 2024 contra Andorra que finalizó con un resultado de 0-2 tras los goles de Dennis Man y Denis Alibec.

## Clubes
| Club                       | País       | Año       | Partidos | Goles |
| -------------------------- | ---------- | --------- | -------- | ----- |
| Bury FC (cedido)           | Inglaterra | 2017-2018 | 12       | 0     |
| Rochdale AFC (cedido)      | Inglaterra | 2018      | 5        | 1     |
| Yeovil Town FC (cedido)    | Inglaterra | 2019      | 21       | 1     |
| AFC Bournemouth            | Inglaterra | 2019-2020 | 1        | 0     |
| Wigan Athletic FC (cedido) | Inglaterra | 2020      | 1        | 0     |
| Dijon FCO II               | Francia    | 2020-2023 | 7        | 2     |
| Dijon FCO                  | Francia    | 2020-2023 | 58       | 9     |
| FC Famalicão (cedido)      | Portugal   | 2023-     | 11       | 2     |